# 麒麟 (お笑いコンビ)
麒麟（きりん）は、吉本興業（東京本社）所属のお笑いコンビ。1999年10月結成。NSC大阪校20期生。M-1グランプリ2004・2005・2006 第3位。

## メンバー
田村 裕（たむら ひろし、1979年9月3日 - ）（45歳）
ツッコミ（バラエティではボケ）担当。

川島 明（かわしま あきら、1979年2月3日 - ）（46歳）
ボケ（バラエティではツッコミ）・ネタ作り担当。

## 概要
- 1999年10月、NSC大阪校20期出身の同期によってコンビ結成[2]。
- NSC在学中に田村は同じ高校の1年先輩とコンビを組んでいたが、3回目の授業前に相方がネタ作りもままならなくなり解散（先輩はネタを書けなくなった代わりに「楽楽笑（ラクラクショー）」というコンビ名を考えた）。一方で川島は引っ込み思案かつ人見知りな性格から2回目の授業までは同期たちの実力を測るため様子見し、自分のネタで行けると確信を抱き3回目の授業でピンでのネタを披露。川島は演じたネタで爆笑を獲るも既にどの同期もコンビを組んでおり、唯一解散したばかりの田村が川島に声をかけ現在のコンビ結成へ至った[3]。
- コンビ名は、当時漢字のみのコンビ名で活動する芸人が少なく難しい漢字の方がインパクトがあって覚えてもらえやすいのでは、という考えから名付けたのが由来。他の候補として「薔薇」「憂鬱」などがあったものの、中でも一番マシということで「麒麟」に決まった。しかし「麒麟」という漢字が難しいためか、川島曰く「ファンレターなどでよく間違えられる[4]」。
  - コンビ名の候補として田村は「楽楽笑（前コンビの相方が考えたコンビ名と同じ）」、川島は銃を投げるという意味で「スローガン」を提案した[5]。
- ツカミとして田村が「どうも～」と挨拶した後、川島がマイクに口を近づけて「麒麟です」と男らしく低いトーンのええ声こと美声で名乗り、お辞儀するのがお決まりになっている[注 1]。このツカミはネタ番組でもやっている。
- 2006年9月30日の単独ライブ「麒麟デシタ」を最後にbaseよしもとを卒業。
- 近年ではコンビで露出する機会はほとんどなく、お互いがピンでの活動が多い。
- 2021年3月29日より、川島が朝の情報バラエティー番組・『ラヴィット!』（TBSテレビ）の総合MCに就任。川島にとって初めての帯番組のMCとなった。
- 2017年以降単独ライブを開いていなかったが、2023年9月30日に約6年ぶりの単独トークライブ「ふたりっきりん」を開催。当日は奇しくもbaseよしもと卒業単独ライブ「麒麟デシタ」を開催した日でもある。

## エピソード

### M-1グランプリ
2001年
- 『M-1グランプリ』の記念すべき第1回で決勝進出を決める。「漫才に小説の要素を取り入れる」という、前半で伏線をちりばめ後半で回収する手の込んだネタを披露。結果は5位に終わったものの、審査員の松本人志（ダウンタウン）から最高評点を獲得し、「僕は今までで一番良かったですね」と絶賛された。
- 川島によれば、この『M-1』以降「週に1回しか仕事がなかったのが月に1回休みになって、次の年の1月にレギュラー6本になった（決まった）」らしく、M-1出場をきっかけとして知名度が飛躍的に上昇した。全くの無名ながら決勝進出を果たし足跡を残した2人の功績は非常に大きく、以降の大会にて前評判での評価や知名度が低くノーマークで決勝まで勝ち上がってきたコンビ（所謂ダークホース）は、「麒麟枠」と称されるようになった。

2002年
- 第1回大会で決勝進出を果たしたことにより、翌年は3回戦からの参加となったが準決勝敗退で終わる。
- 今大会から敗者復活戦制度が導入されたため、敗者復活戦へ参加。40組以上いた準決勝敗退組のトップバッターとしてネタを披露するも、4分というネタ時間を大幅にオーバーして強制終了させられてしまう。後に川島は「前回、決勝に無名で進出しているだけあって、予選前の周囲からの『M-1頑張ってな』というプレッシャーが凄かったです」と振り返っている。

2003年
- 2年ぶりの決勝進出となり、『M-1』で最初に「返り咲き」を果たしたコンビとなった。
- 2番目に登場するも、ネタ時間が4分を大幅に超えてしまい点数が思うように伸びず8位に終わった。

2004年
- 準決勝で敗退したが、敗者復活戦を制し決勝進出。「癒しの空間」を演じ、暫定3位のタカアンドトシを抜いて最終決戦進出を決める。
- 最終決戦では「24時間テレビ」を演じていた最中、田村が終盤で叫んだ「全国ネットや! 頑張れ俺たち! 俺たち頑張れ!」という台詞（アドリブ）で会場を大いに沸かせたが、同じく最終決戦に残った南海キャンディーズとアンタッチャブルの勢いは凄まじく、審査員からの票は貰えず終いだった。

2005年
- ファーストラウンドで演じた「野球」は川島曰く「削ったりせずに、最初から自然に4分に収まった」というネタで、司会の今田耕司や審査員から「オチがバチンと決まった」と高評価を受け、ファーストラウンドを2位で通過。
- 最終決戦ではあえてトップバッターを選び、「ファッションショー」を演じるも1票も獲得できず、2年連続の3位となった。

2006年
- 前年と同じくスポーツと絡めた「ボクシング」を演じるも得点は伸びず、後に登場したチュートリアルに37点差をつけられ暫定3位となる。しかし、その後に登場した変ホ長調・笑い飯・敗者復活組のライセンスが次々と敗退したため、3位通過で最終決戦進出を決める。
- 最終決戦では「田村裕探検隊」を演じたものの、圧倒的な強さを見せたチュートリアルが「完全優勝」を達成したため、ファーストラウンドの順位により3年連続の3位となった。

備考
- 『M-1』で優勝を逃した要因については、田村曰く「『M-1に照準合わせたネタ作り』ができなかった」「『自分らが今いちばん楽しい漫才』という基準で1年目にウケたもんで、そのまま行ってしまった」と語り、川島も「4分間という規定の尺に収めるためネタを削って面白くなくしてしまった」と語っている。また、川島によれば2007年以降は田村の著書『ホームレス中学生』の大ヒットによりコンビの関係性や環境へ変化が生じ、それがネタにも悪影響を及ぼしてしまったことも挙げている。

## 賞レース成績・受賞歴など

### M-1グランプリ（成績）
2001年では結成年が「1997年」とされていたが、2003年での決勝戦進出の際に「1999年」に修正された。
| 年     | 結果       | エントリーNo. | 決勝戦キャッチコピー | 備考                       |
| ------ | ---------- | ------------- | -------------------- | -------------------------- |
| 2001年 | 決勝5位    | 1034          | 無印（ノーマーク）   |                            |
| 2002年 | 準決勝敗退 | 1734          |                      |                            |
| 2003年 | 決勝8位    | 1870          | 返り咲き             |                            |
| 2004年 | 決勝3位    | 2566          |                      | 敗者復活組、決勝戦 3位通過 |
| 2005年 | 決勝3位    | 3330          | M-1チルドレン        | ファーストラウンド 2位通過 |
| 2006年 | 決勝3位    | 3877          | 空腹のファンタジスタ | ファーストラウンド 3位通過 |
| 2007年 | 準決勝敗退 | 4197          |                      |                            |
| 2008年 | 準決勝敗退 | 4439          |                      |                            |

### その他（受賞歴）
- 2001年 第2回笑わん会 優秀賞
- 2002年 第23回ABCお笑い新人グランプリ 優秀新人賞[2]
- 2003年 第32回上方お笑い大賞 新人賞
- 2004年 第34回NHK上方漫才コンテスト 優秀賞[2]
- 2004年 平成16年度NHK新人演芸大賞 演芸部門 大賞[2]
- 2004年 第33回上方お笑い大賞 最優秀新人賞[2]
- 2005年 第40回上方漫才大賞 新人賞[2]
- 2005年 第3回MBS新世代漫才アワード 優勝[2]

## 出演

### テレビ

#### レギュラー番組
- バラエティー生活笑百科（NHK総合）
- 土曜ドカンっ!（読売テレビ）
- ランガング（朝日放送）
- わいど!ABC（朝日放送、2004年4月 - 9月）- 木曜レギュラー
- お叱りください!（朝日放送、2005年1月 - 2月）
- オモシロ好奇心☆どろんぱ!（読売テレビ、2005年4月 - 9月）
- 麒麟・千鳥の二笑流TV（GAORA、2005年5月 - 2006年10月）
- チャンネル☆ロック!（TBSテレビ、2004年3月 - 2006年9月）
- っちゅ〜ねん! 金曜日（毎日放送）
- ドッカ〜ン!（TBS、2007年4月 - 7月）
- 働くおっさん劇場（フジテレビ）副音声
- 悲宝館（テレビ朝日・大分朝日放送、2007年4月 - 9月）
- ワイ!ワイ!ワイ!（ヨシモトファンダンゴTV、2004年10月 - 2005年11月 木曜日集替わりMC）
- わかってちょーだい!（フジテレビ、2007年4月 - 9月 水曜日パネラー）
- 笑いの金メダル（テレビ朝日）準レギュラー
- くちコミ☆ジョニー!（日本テレビ、2007年10月 - 2008年3月）水曜日レギュラー
- なにわ人情コメディ 横丁へよ〜こちょ!（朝日放送、2006年10月 - 2008年3月）
- タカアンドトシのどぉーだ!（北海道文化放送、2007年4月 - 2008年9月）北海道ローカル
- ヨシモト∞（よしもと劇場、2005年11月 - 2008年12月）水曜日にフットボールアワーと隔週で出演
- 解体新ショー（NHK総合、2007年4月 - 2008年3月）
- あったか人情コメディ 湯けむりパラダイス!（朝日放送、2008年4月 - 2009年3月）
- なるトモ!（読売テレビ）金曜日隔週レギュラー
- よしもとサンサンTV（サンテレビ）不定期出演
- 業界技術狩人 ギョーテック（テレビ朝日・大分朝日放送、2007年10月 - 2009年9月）
- 麒麟の部屋（毎日放送、2007年4月 - 2011年3月）
- クイズ!紳助くん（朝日放送）隔週
- NHK高校講座 社会と情報（NHK Eテレ、2013年4月 - 2015年）- MC
- 噂の現場直行ドキュメン ガンミ!!（TBSテレビ）隔週
- Let's天才てれびくん（NHK Eテレ、2014年3月 - 2017年3月） 現地調査アンドロイド　川島3号　田村4号
- 昼まで待てない!（メ〜テレ、2011年4月 - 2018年3月）- MC

#### 特別番組
＊MCもしくはメインキャスト
- ダイ麒千飯（関西テレビ）
- 目撃!麒麟のめったに見られんめずらシーン!（毎日放送）
- 麒麟の地獄温泉〜ケータイクエスト〜（読売テレビ）
- 麒麟 On Sale!（読売テレビ、2006年1月）
- ホームレス中学生 ドバイへ行く!（フジテレビ、2008年10月26日）
- 世界が集結!大須コスプレパレードど〜んと生放送!（テレビ愛知、2011年8月6日）
- 〜地元民VS有名芸能人〜 人気者をダマしてやるぞツアー（関西テレビ、2018年3月17日）- MC
- 境界調査バラエティー ニッポンのワケメ（NHK総合、2018年5月1日・8月21日・10月27日）- 川島がMC、田村がリポーター
- スポーツ!ダサかわいい映像グランプリ（日本テレビ、2024年1月28日・6月9日・12月15日）- MC
- リアル・ワーキング・バラエティ 麒麟の世界バイト図鑑（毎日放送、2024年11月20日）- MC[13]

### ラジオ
- オンスト（yes-fm、2002年4月 - 2005年3月）
- 金曜!生デス!麒麟デス!!（KBS京都）
- Bフライデースペシャル 陣内・ケンコバ45ラジオ（毎日放送）
- グーグーモンキーズ（毎日放送）
- ゴーゴーモンキーズ 木曜日（毎日放送）
- 麒麟のオールナイトニッポンR（ニッポン放送）
- ゴーK!（毎日放送）
- 丑バラ（毎日放送）
- ハガキ職人のウタゲ！（NHKラジオ第一）

### ウェブテレビ
- Abema Game 9 アゲナイッ! ウェンズデー（2018年1月24日 - 4月11日、AbemaTV）  - MC
- 賞金首（2018年5月16日 - 10月、AbemaTVウルトラゲームス） - 水曜コミッショナー

### テレビアニメ
- 名探偵コナン（読売テレビ、2004年1月5日）- モンスターA 役（田村）、モンスターB 役（川島）

### 吹き替え
- きかんしゃトーマス チャオ!とんでうたってディスカバリー!!（2020年4月3日） - ロレンツォ 役（川島）、ベッペ 役（田村）[14]

### CM
- 資生堂 uno
- ジャンボカラオケ広場（2007年9月 - 12月）関西のみ
- オリバーソース どろソース「田村の恩返し編」（2008年）映画「ホームレス中学生」タイアップ企画
- 厚生労働省 ジョブ・カード制度（2008年11月 - 12月）

## ディスコグラフィー

### CD
- ガチコラ

小室哲哉と多数芸人のコラボレーションCD。田村の貧乏時代を歌詞にした「rice to life」が入っている。
- サイクリング リサイクル

テレビ東京系アニメ『ケロロ軍曹』7代目エンディング曲（第117話 - 141話）。ひらがな表記の「きりん」という名での発売、作詞も担当（作詞のクレジットは漢字で「麒麟」と表記されていた）。プロデュースは「ガチコラ」でもプロデュースを担当した小室哲哉。こちらにもカップリングとして「rice to life」が入っている。
- 大阪にはいっぱいあるんやでぇ〜の歌（R and C YOSHIMOTO）

吉本芸人による「秘密のケンミンSHOW」オリジナルバージョンCD

### ビデオクリップ
- YO-KING「世界の元 -Album Version-」（2010年10月13日発売アルバム「楽しい人は世界を救う」に収録、川島はパラパラ漫画担当）

### DVD

#### 単独ライブ
- 『キリン!キリン!キリン!』（2004年11月25日）- 同年7月に大阪MIDシアターで行われた単独ライブを収録。
- 『キリリン!』（2006年1月25日）- 2005年8月に大阪のなんばHATCHで行われた単独ライブを収録。
- 『ジラフ』（2008年3月19日）- 2007年8月に全労済ホールスペース・ゼロで行われた単独ライブを収録。

DVDのジャケットのデザインは漫画家・やなせたかしが担当。
きっかけはDVDを作る時、ジャケットに自分たちのデザインを描いてもらいたいと考えて様々な漫画家やプロダクションに2人で直接電話を掛けオファーをしたところ、やなせのみが前向きに快諾してくれたという。その後に2人がやなせ宛にオファーへの真剣な気持ちを認めた手紙を送り、10日後にやなせから2人宛に田村・川島が動物のキリンになっている似顔絵が送られてきたとのこと。後日、お礼を言うため2人でやなせのスタジオへ行ったところ、やなせは2人を見て開口一番「田村さん、あなたエクレアに似てるねぇ」と言ったという。
やなせは田村の著書「ホームレス中学生」の帯にも推薦文を寄せている。
川島が上記の思い出をブログに綴ったわずか6日後、やなせは心不全のため94歳で逝去した。
- 『かわしまんざいたむらいぶ』（2009年2月25日）- 2008年8月に大阪のなんばHATCHで行われた単独ライブを収録。

#### M-1グランプリ（DVD）
- 『M-1グランプリ2001完全版 〜そして伝説は始まった〜』（2003年12月17日）
- 『M-1グランプリ2002完全版 その激闘のすべて〜伝説の敗者復活戦45組をすべて収録〜』（2003年12月17日）
  - 敗者復活戦のみ。
- 『M-1グランプリ2003完全版 〜M-1戦士の熱き魂〜』（2004年7月14日）
  - ネタの終盤で川島が「サンバ・デ・ジャネイロ」を歌った部分は著作権上の理由でオールカット。
- 『M-1グランプリ2004完全版 〜いざ!M-1戦国時代へ“東京勢の逆襲”〜』（2005年4月27日）
- 『M-1グランプリ2005完全版 〜本命なきクリスマス決戦!“新時代の幕開け”〜』（2006年4月26日）
- 『M-1グランプリ2006完全版 史上初!新たなる伝説の誕生〜完全優勝への道〜』（2007年3月30日）
  - 決勝1回戦のネタの終盤で川島がロッキーのテーマ「Gonna Fly Now」を歌った部分は著作権上の理由で音声のみカット。
- 『M-1グランプリ2007完全版 敗者復活から頂上へ〜波乱の完全記録〜』（2008年3月19日）
  - 敗者復活戦のみ。
- 『M-1グランプリ2008完全版 〜ストリートから涙の全国制覇!!〜』（2009年3月31日）
  - 敗者復活戦のみ。

#### その他（DVD）
- 『新風baseよしもとネタトウタ2004』（2004年）…2004年秋、Zepp Osakaで行われた新生baseよしもとを記念するライブを収録。
- 『ガチコラ』（2006年）…小室哲哉と多数芸人のコラボレーションDVD。田村の貧乏時代を歌詞にした「rice to life」が入っている。
- バトルオワライヤル（YOSHIMOTO WORKS）
- ダイナマイト関西2006 〜オープントーナメント大会〜（R and C、2006年12月6日）

### ミュージックビデオ
- ジャパハリネット　「直球フラストレーション」(2007年)

## ライブ
- 2003年
  - 2月20日 - 「ガブンチョ1Hスペシャル 〜麒麟〜」（baseよしもと/大阪）
  - 10月15日 - 「麒麟デス」（baseよしもと/大阪）
  - 12月14日 - 「麒麟どす」（baseよしもと/大阪）
- 2004年
  - 2月29日 - 「麒麟だど」（baseよしもと/大阪）
  - 4月25日 - 「麒麟ザマス」（baseよしもと/大阪）
  - 5月21日 - 「キリンタン」（baseよしもと/大阪）1Hトークライブ
  - 7月27日 - 「キリン!キリン!キリン!」（baseよしもと/大阪）
  - 11月4日 - 「麒麟ナス」（baseよしもと/大阪）
- 2005年
  - 8月16日 - 単独ツアー「キリリン!」（SHIBUYA-AX/東京）
  - 8月23日 - 単独ツアー「キリリン!」（なんばHatch/大阪）
  - 9月19日 - 単独ツアー「キリリン!」（都南文化会館 キャラホール/岩手）
  - 9月21日 - 単独ツアー「キリリン!」（徳島市立文化センター/徳島）
- 2006年
  - 3月28日 - 「いちねんぶ麟」（baseよしもと/大阪）
  - 9月30日 - 「麒麟デシタ」（baseよしもと/大阪）base最後の舞台
  - 10月16日 - 「麒々麟々」（なかのZERO大ホール/東京）
  - 10月17日 - 「麒々麟々」（御堂会館/大阪）
  - 11月15日 - 「TOKYO麒麟ショー」（新宿シアターモリエール/東京）
- 2007年
  - 1月24日 - 「TOKYO麒麟ショー」（新宿シアターモリエール/東京）
  - 2月21日 - 「TOKYO麒麟ショー」（新宿シアターモリエール/東京）
  - 3月19日 - 「TOKYO麒麟ショー」（SPACE107/東京）
  - 4月22日 - 「ルミネ麒麟ルミネ麒麟」（ルミネtheよしもと/東京）
  - 5月28日 - 「TOKYO麒麟ショー」（新宿シアターモリエール/東京）
  - 6月25日 - 「TOKYO麒麟ショー」（新宿シアターモリエール/東京）
  - 8月5日 - 「ジラフ」（なんばグランド花月/大阪）
  - 8月20日 - 「ジラフ」（全労済ホールスペース・ゼロ/東京）
  - 9月3日 - 「TOKYO麒麟ショー」（SPACE107/東京）
  - 10月29日 - 「TOKYO麒麟ショー」（新宿シアターモリエール/東京）
  - 11月26日 - 「TOKYO麒麟ショー」（新宿シアターモリエール/東京）
- 2008年
  - 4月1日 - 「春麒麟」（草月ホール/東京）
  - 5月24日 - 「皐月麒麟」（ルミネtheよしもと/東京）
  - 8月9日 - 「麒麟漫才ライブ〜かわしまんざい、たむらいぶ〜」（道新ホール/札幌）
  - 8月17日 - 「麒麟漫才ライブ〜かわしまんざい、たむらいぶ〜」（イムズホール/福岡）
  - 8月20日 - 「麒麟漫才ライブ〜かわしまんざい、たむらいぶ〜」（なんばHach/大阪）
  - 8月31日 - 「麒麟漫才ライブ〜かわしまんざい、たむらいぶ〜」（品川ステラボール/東京）
- 2009年
  - 3月20日 - 「TOKYO麒麟ショー」（草月ホール/東京）
  - 3月30日 - 「OSAKA麒麟ショー」（そごう劇場/大阪）
- 2011年
  - 1月15日 - 「祝! 結成11年と半年! 麒麟の漫才ライブツアー 札幌公演」（ターミナルプラザことにPATOS/北海道）ゲスト:ネゴシックス、2700
  - 1月29日 - 「祝! 結成11年と半年! 麒麟の漫才ライブツアー 横浜公演」（相鉄本多劇場/神奈川）ゲスト:とろサーモン、ネゴシックス、若井おさむ
  - 2月12日 - 「祝! 結成11年と半年! 麒麟の漫才ライブツアー 埼玉公演」（さいたま市民会館おおみや 小ホール/埼玉）ゲスト:とろサーモン、マキシマムパーパーサム
  - 2月26日 - 「祝! 結成11年と半年! 麒麟の漫才ライブツアー 広島公演」（よしもと紙屋町劇場/広島）ゲスト:千鳥、土肥ポン太
  - 3月6日 - 「祝! 結成11年と半年! 麒麟の漫才ライブツアー 福岡公演」（イムズホール/福岡）ゲスト:ダイアン、若井おさむ
  - 4月3日 - 「祝! 結成11年と半年! 麒麟の漫才ライブツアー 大阪公演」（京橋花月/大阪）ゲスト:笑い飯、ダイアン
  - 5月8日 - 「祝! 結成11年と半年! 麒麟の漫才ライブツアー 東京公演」（品川よしもとプリンスシアター/東京）ゲスト:笑い飯、パンクブーブー 3月12日の公演は東日本大震災の影響により、延期となった。
  - 8月15日 - 「麒麟の1時間ちょっと〜新ネタとおしゃべりん〜」（シアターブラッツ/東京）
- 2013年
  - 2月18日 - 「麒麟壱時間半劇場〜ネタとトークする〜」（シアターブラッツ/東京）ゲスト:アジアン
  - 4月25日 - 「麒麟壱時間半劇場〜ネタとトークする〜」（新宿文化センター 小ホール/東京）ゲスト:U字工事
  - 6月19日 - 「麒麟壱時間半劇場〜ネタとトークする〜」（新宿文化センター 小ホール/東京）ゲスト:バイきんぐ
  - 9月8日 - 「麒麟壱時間半劇場〜ネタとトークする〜」（新宿文化センター 小ホール/東京）ゲスト:しずる
  - 12月2日 - 「麒麟壱時間半劇場〜ネタとトークする〜」（新宿文化センター 小ホール/東京）ゲスト:ずん
- 2014年
  - 2月18日 - 「麒麟壱時間半劇場〜ネタとトークする〜」（新宿文化センター 小ホール/東京）ゲスト:ラバーガール
  - 4月28日 - 「麒麟壱時間半劇場〜ネタとトークする〜」（新宿文化センター 小ホール/東京）ゲスト:キングオブコメディ
  - 7月3日 - 「麒麟壱時間半劇場〜ネタとトークする〜」（新宿文化センター 小ホール/東京）ゲスト:かもめんたる
  - 10月6日 - 「麒麟壱時間半劇場〜ネタとトークする〜」（新宿文化センター 小ホール/東京）ゲスト:ロッチ
- 2015年
  - 2月16日 - 「麒麟壱時間半劇場〜ネタとトークする〜」（新宿文化センター 小ホール/東京）ゲスト:ハマカーン
  - 4月21日 - 「麒麟壱時間半劇場〜ネタとトークする〜」（新宿文化センター 小ホール/東京）ゲスト:天竺鼠
  - 9月21日 - 「麒麟壱時間半劇場〜ネタとトークする〜」（新宿文化センター 小ホール/東京）ゲスト:千鳥
- 2016年
  - 1月26日 - 「麒麟壱時間半劇場〜ネタとトークする〜」（新宿文化センター 小ホール/東京）ゲスト:笑い飯
  - 6月1日 - 「麒麟壱時間半劇場〜ネタとトークする〜」（新宿文化センター 小ホール/東京）ゲスト:シソンヌ
  - 9月26日 - 「麒麟壱時間半劇場〜ネタとトークする〜」（新宿文化センター 小ホール/東京）ゲスト:スーパーマラドーナ
- 2017年
  - 4月10日 - 「麒麟壱時間半劇場〜ネタとトークする〜」（新宿文化センター 小ホール/東京）ゲスト:佐久間一行、もう中学生
  - 12月5日 - 「麒麟壱時間半劇場〜ネタとトークする〜」（新宿文化センター 小ホール/東京）ゲスト:銀シャリ
- 2023年
  - 9月30日 - 「ふたりっきりん」（ルミネtheよしもと/東京）
- 2024年
  - 3月30日 - 「ふたりっきりん」（ルミネtheよしもと/東京）
  - 9月28日 - 「ふたりっきりん」（IMM THEATER/東京）